# Astragalus bylowae
Astragalus bylowae är en ärtväxtart som beskrevs av Elenevsky. Astragalus bylowae ingår i släktet vedlar, och familjen ärtväxter. Inga underarter finns listade i Catalogue of Life.